# Sawa van Warschau
Sawa, ook wel Sabbas, Sabas of Sava genoemd, geboren als Michał Hrycuniak (Śniatycze, 15 april 1938) is een Pools geestelijke en de metropoliet van de Pools-orthodoxe Kerk.
Hrycuniak werd op 6 maart 1966 tot priester gewijd, waarop hij de kerknaam Sawa aannam. In 1970 werd hij verheven tot archimandriet. In 1979 werd hij benoemd tot hoogleraar theologie aan de Christelijke Theologische Academie van Warschau, een instelling waarvan hij van 1984 tot 1990 vice-rector was.
Sawa werd in 1979 benoemd tot bisschop van Łódź en Poznań; zijn bisschopswijding vond plaats op 25 november 1979. In 1981 volgde zijn benoeming tot bisschop van Białystok en Gdańsk. Op 18 april 1987 werd hij verheven tot aartsbisschop.
Op 12 mei 1998 werd Sawa door de raad van bisschoppen van de Pools-orthodoxe Kerk gekozen als aartsbisschop van Warschau en metropoliet van Warschau en geheel Polen. Hij was de opvolger van metropoliet Bazyli van Warschau die om gezondheidsredenen zijn ambt had neergelegd. Zijn intronisatie vond plaats op 31 mei 1998.